# Aacanthocnema casuarinae
Aacanthocnema casuarinae, vsta ušiju iz porodice Triozidae, tipična u rodu Aacanthocnema. Živi na području Australskih država New South Wales, South Australia i Tasmanija.
Sinonim joj je Trioza casuarinae Froggatt, 1901